# Trabajos forzados en la Alemania nazi
El uso del trabajo forzado y la esclavitud en la Alemania nazi y en toda la Europa ocupada por los alemanes durante la Segunda Guerra Mundial tuvo lugar en una escala sin precedentes. Era una parte vital de la explotación económica alemana de los territorios conquistados. También contribuyó al exterminio masivo de poblaciones en la Europa ocupada por los alemanes. Los alemanes nazis secuestraron a aproximadamente 12 millones de personas de casi veinte países europeos; aproximadamente dos tercios provinieron de Europa Central y Europa del Este. Muchos trabajadores murieron como resultado de sus condiciones de vida: maltrato, malnutrición y tortura. Se convirtieron en bajas civiles de bombardeos. En su apogeo, los trabajadores forzados incluían el 20% de la fuerza laboral alemana. Contando las muertes y el volumen de negocios, alrededor de 15 millones de hombres y mujeres fueron trabajadores forzados en un momento de la guerra.
La derrota de la Alemania nazi en 1945 liberó a aproximadamente 11 millones de extranjeros (categorizados como "personas desplazadas"), la mayoría de los cuales eran trabajadores forzados y prisioneros de guerra. En tiempo de guerra, las fuerzas alemanas habían traído al Reich 6.5 millones de civiles además de los prisioneros de guerra soviéticos para el trabajo no libre en las fábricas. Devolverlos a casa era una alta prioridad para los Aliados. Sin embargo, en el caso de los ciudadanos de la URSS, regresar a menudo significaba sospecha de colaboracionismo o internamiento en el gulag. La Administración de las Naciones Unidas para el Auxilio y Rehabilitación (UNRRA), la Cruz Roja y las operaciones militares proporcionaron alimentos, ropa, refugio y asistencia para regresar a sus hogares. En total, 5.2 millones de trabajadores extranjeros y prisioneros de guerra fueron repatriados a la Unión Soviética, 1.6 millones a Polonia, 1.5 millones a Francia y 900,000 a Italia, junto con 300,000 a 400,000 cada uno a Yugoslavia, Checoslovaquia, Holanda, Hungría y Bélgica.

## Trabajadores forzados

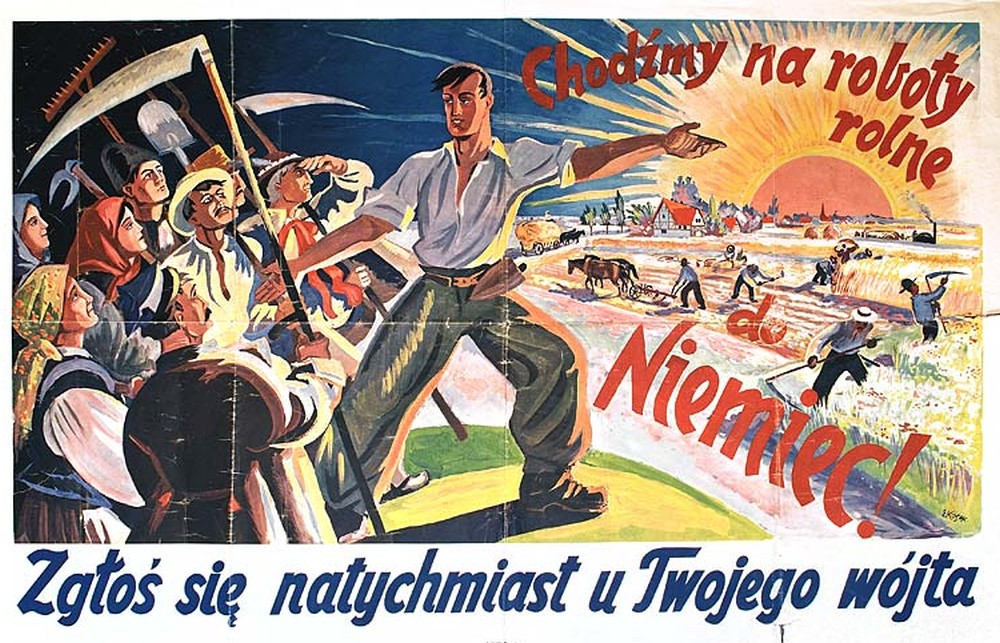
Cartel de propaganda alemana en idioma polaco: "Hagamos trabajo agrícola en Alemania. Informe inmediatamente a su Vogt"

La política de Hitler de Lebensraum (espacio vital) enfatizó fuertemente la conquista de nuevas tierras en el este, conocidas como Plan General del Este, y la explotación de estas tierras para proporcionar bienes y mano de obra barata para Alemania. Incluso antes de la guerra, la Alemania nazi mantenía una oferta de mano de obra esclava. Esta práctica comenzó desde los primeros días de los campos de trabajo de "elementos indeseables" (en alemán: unzuverlässige Elemente), como personas sin hogar, homosexuales, delincuentes, disidentes políticos, comunistas, judíos y cualquier persona a la que el régimen quisiera apartar. Durante la Segunda Guerra Mundial, los nazis operaron varias categorías de Arbeitslager (campos de trabajo) para diferentes categorías de reclusos. Los prisioneros en los campos de trabajos forzados nazis fueron forzados a trabajar hasta la muerte por raciones pequeñas y en malas condiciones, o asesinados si no podían trabajar. Muchos murieron como resultado directo del trabajo forzado bajo los nazis.
Después de la invasión de Polonia, los judíos polacos mayores de 12 años y los polacos mayores de 12 años que vivían en el Gobierno General fueron sometidos a trabajos forzados. El historiador Jan Gross estima que "no más del 15 por ciento" de los trabajadores polacos se ofrecieron voluntariamente para ir a trabajar en Alemania. En 1942, todos los no alemanes que vivían en el Gobierno general fueron sometidos a trabajos forzados.

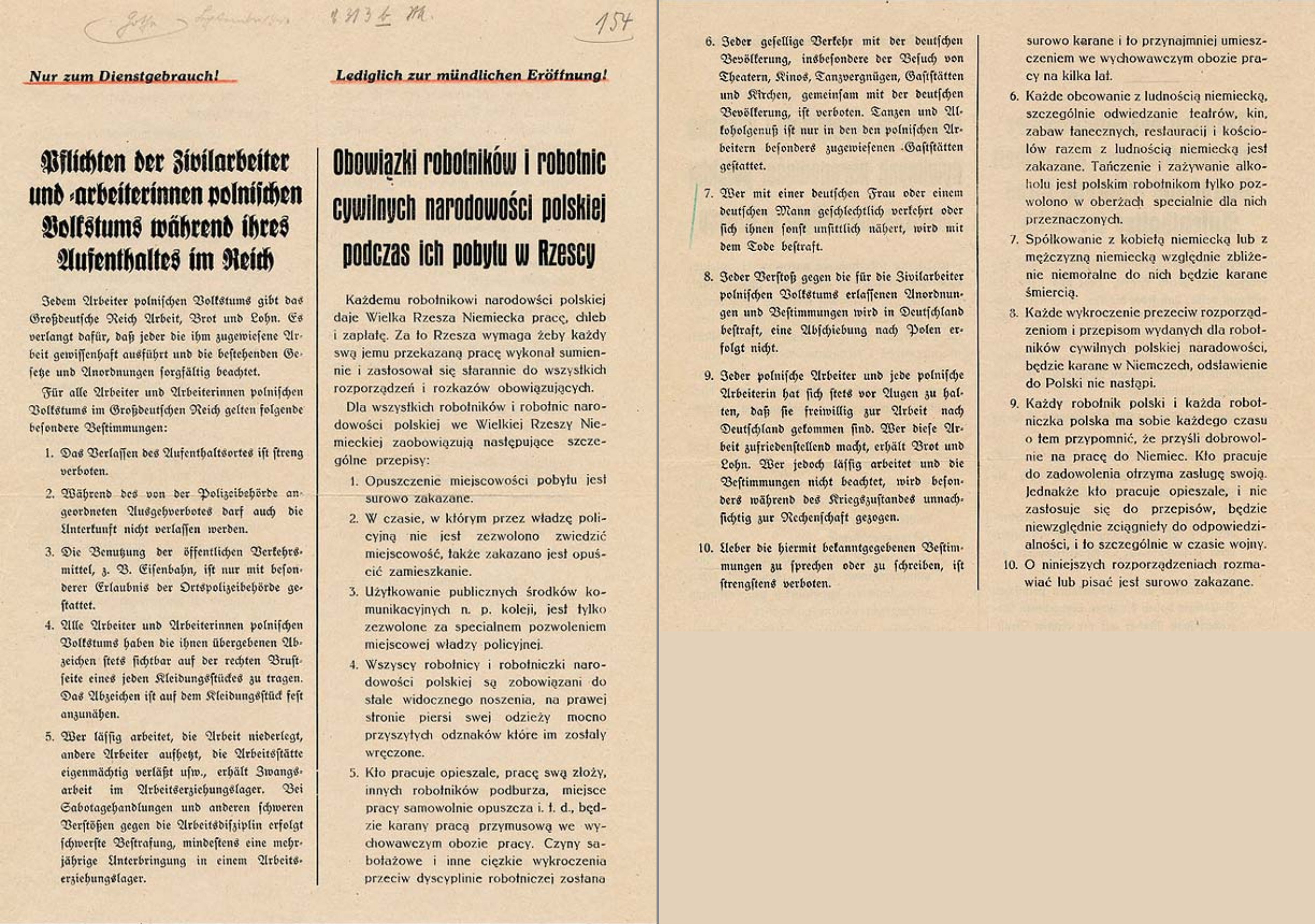
"Obligaciones de un trabajador durante su estancia en Alemania" (en alemán y polaco)

El mayor número de campos de trabajo forzó a civiles secuestrados por la fuerza en los países ocupados (véase: Łapanka) para proporcionar mano de obra en la industria bélica alemana, reparar ferrocarriles y puentes bombardeados, o trabajar en granjas. El trabajo manual era un recurso de gran demanda, ya que gran parte del trabajo que se haría hoy en día con las máquinas seguía siendo un asunto manual en las décadas de 1930 y 1940; labores como palear, manipular materiales, mecanizar y muchas otras. A medida que avanzaba la guerra, el uso del trabajo esclavo aumentó masivamente. Los prisioneros de guerra y civiles "indeseables" fueron traídos de los territorios ocupados. Millones de judíos, eslavos y gente de otros pueblos conquistados fueron utilizados como trabajadores esclavos por corporaciones alemanas, como Thyssen, Krupp, IG Farben, Bosch, Daimler-Benz, Demag, Henschel, Junkers, Messerschmitt, Siemens e incluso Volkswagen, sin mencionar las subsidiarias alemanas de empresas extranjeras, como Fordwerke (una subsidiaria de la Ford Motor Company) y Adam Opel AG (una subsidiaria de la General Motors) entre otras. Una vez que comenzó la guerra, las subsidiarias extranjeras fueron incautadas y nacionalizadas por el Estado alemán controlado por los nazis, y las condiciones de trabajo allí se deterioraron como lo hicieron en toda la industria alemana. Alrededor de 12 millones de trabajadores forzados, la mayoría de los cuales eran europeos del este, fueron empleados en la economía de guerra alemana dentro de la Alemania nazi durante la guerra. La necesidad alemana de mano de obra esclava creció hasta el punto de que incluso niños fueron secuestrados para trabajar en una operación llamada Heu-Aktion. Más de 2.000 empresas alemanas se beneficiaron del trabajo esclavo durante la era nazi, incluidos el Deutsche Bank y Siemens.

### Clasificaciones
Se creó un sistema de clases entre Fremdarbeiter ("trabajadores extranjeros") llevados a Alemania para trabajar para el Reich. El sistema se basó en capas de trabajadores cada vez menos privilegiados, comenzando con empleados bien remunerados, desde aliados alemanes o países neutrales hasta trabajadores forzados de las poblaciones conquistadas de Untermenschen ("infrahumanos").

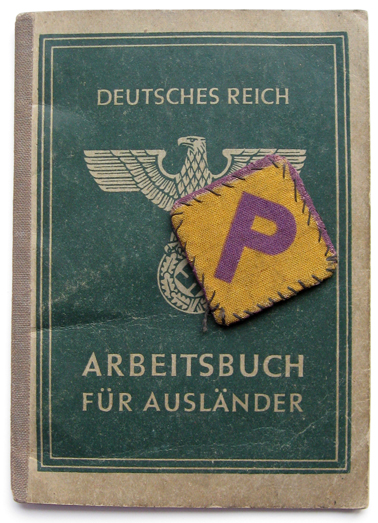
Arbeitsbuch Für Ausländer (Documento de trabajo para Extranjero) documento de identidad expedido a un trabajador forzado polaco en 1942 por los alemanes junto con un parche de la letra "P" que los polacos debían usar para distinguirlos de la población alemana.

- Gastarbeitnehmer ("trabajadores invitados"): Eran trabajadores de países germánicos y escandinavos, Francia, Italia, otros aliados de Alemania (Rumania, Bulgaria, Hungría, Croacia) y neutrales amigos (por ejemplo, España y Suiza). Este era un grupo muy pequeño; solo alrededor del 1% de los trabajadores extranjeros en Alemania provenían de países que eran neutrales o aliados a Alemania.Roger Cohen (17 de febrero de 1999). «German Companies Adopt Fund For Slave Labourers Under Nazis». The New York Times. Consultado el 20 de mayo de 2008.
- Zwangsarbeiter (trabajadores forzados): Trabajadores forzados de países no aliados con Alemania. Esta clase de trabajadores se dividió en las siguientes designaciones:
  1. Militärinternierte ("militares internados"):  Prisioneros de guerra. La Convención de Ginebra permitió a las naciones que los capturaban, obligar a los prisioneros de guerra no oficiales a trabajar dentro de ciertas restricciones. Por ejemplo, casi todos los prisioneros de guerra no oficiales polacos (unos 300,000) fueron obligados a trabajar en la Alemania nazi. En 1944, había casi 2 millones de prisioneros de guerra empleados como trabajadores forzados en Alemania.[12] Comparados con otros trabajadores extranjeros, los prisioneros de guerra eran relativamente acomodados, especialmente si procedían de países occidentales que todavía estaban en guerra como Estados Unidos o Gran Bretaña, ya que los estándares mínimos de su tratamiento eran obligatorios en los Convenios de Ginebra. Sus condiciones de trabajo y bienestar estaban sujetas a la supervisión de la Cruz Roja Internacional y, en casos de maltrato, las represalias contra los prisioneros alemanes detenidos en los EE. UU., Gran Bretaña y Canadá (que realizaban trabajos forzados similares) eran casi seguros. Sin embargo, el tratamiento de estos trabajadores varía mucho según el país de origen, el período y el lugar de trabajo específico. En particular, los prisioneros de guerra soviéticos fueron tratados con total brutalidad, ya que los nazis no los consideraban sujetos a protección en virtud de los Convenios de Ginebra, que no habían sido ratificados ni implementados por la Unión Soviética, además, los alemanes no esperaban que sus propios soldados, en cautiverio soviético recibieran un buen tratamiento bajo ninguna circunstancia.
  2. Zivilarbeiter ("trabajadores civiles"): Polacos étnicos del Gobierno General. Estaban regulados por los estrictos Decretos polacos: recibían salarios mucho más bajos y no podían usar comodidades como el transporte público o visitar muchos espacios públicos y negocios (por ejemplo, no podían visitar los servicios de la iglesia alemana, las piscinas o los restaurantes); tenían que trabajar más horas y se les asignaban raciones de comida más pequeñas; estaban sujetos a un toque de queda. A los polacos normalmente se les negaban vacaciones y tenían que trabajar los siete días de la semana; no podían casarse entre ellos sin un permiso; no podían poseer dinero u objetos de valor: bicicletas, cámaras o incluso encendedores. Se les exigió que llevaran un letrero: el "P polaco", en su ropa. En 1939 había aproximadamente 300,000 polacos "Zivilarbeiter" en Alemania.[2] En 1944, su número se disparó a alrededor de 1,7 millones, o 2,8 millones por cuentas diferentes (aproximadamente el 10% de la fuerza de trabajo prisionero de Polonia ocupada).[13] En 1944, había en total cerca de 7,6 millones de trabajadores civiles extranjeros empleados en Alemania, incluidos los prisioneros de guerra del Generalgouvernement y la URSS, con un número similar de trabajadores en esta categoría de otros países.[2]
  3. Ostarbeiter ("Trabajadores del Este"): Los trabajadores civiles soviéticos y polacos se reunieron principalmente en el Distrito de Galitzia y en el Reichskommissariat Ukraine. Estaban marcados con un parche en cual se podía leer OST ("Este"), tenían que vivir en campamentos que estaban cercados con alambre de púas y bajo vigilancia, y estaban particularmente expuestos a la arbitrariedad de la Gestapo y los guardias de las plantas industriales. Las estimaciones sitúan la cantidad de OST Arbeiters entre 3 millones y 5,5 millones.[14][15]

En general, los trabajadores extranjeros de Europa occidental tenían ganancias brutas similares y estaban sujetos a impuestos similares a los trabajadores alemanes. Por el contrario, los trabajadores forzados de Europa central y oriental recibieron a lo sumo alrededor de la mitad de las ganancias brutas pagadas a los trabajadores alemanes y muchas menos prestaciones sociales. Los trabajadores forzados que eran prisioneros de trabajo o campos de concentración recibían poco o ningún salario y beneficios. La deficiencia en las ganancias netas de los trabajadores forzados de Europa central y oriental (frente a los trabajadores forzados de los países occidentales) queda ilustrada por los ahorros salariales que los trabajadores forzados pudieron transferir a sus familias en el hogar o en el extranjero (véase la tabla).
Los nazis prohibieron las relaciones sexuales entre alemanes y trabajadores extranjeros. Se hicieron esfuerzos repetidos para propagar la Volkstum ("conciencia racial"), para evitar tales relaciones. Los panfletos, por ejemplo, instruían a todas las mujeres alemanas a evitar el contacto físico con todos los trabajadores extranjeros traídos a Alemania como un peligro para su sangre. Las mujeres que desobedecieron eran encarceladas. Incluso la confraternización con los trabajadores se consideró peligrosa y se enfocó en campañas de panfletos en 1940-1942. Los soldados en la Wehrmacht y los oficiales de las SS estaban exentos de tales restricciones. Se estima que al menos 34.140 mujeres de Europa del Este detenidas en Łapankas (incursiones de secuestro militar) fueron obligadas a servirlas como "esclavas sexuales" en burdeles militares y burdeles de campos de concentración durante el Tercer Reich. Solo en Varsovia operaban cinco de tales establecimientos establecidos bajo guardia militar en septiembre de 1942, con más de 20 habitaciones cada uno. No se permitió el alcohol allí, a diferencia del frente occidental, y las víctimas se sometían a chequeos médicos contra enfermedades venéreas una vez a la semana.

### Cifras
A fines del verano de 1944, los registros alemanes enumeraban 7,6 millones de trabajadores civiles extranjeros y prisioneros de guerra en el territorio alemán, la mayoría de los cuales habían sido llevados allí por coacción. En 1944, el trabajo esclavo constituía una cuarta parte de toda la fuerza de trabajo de Alemania, y la mayoría de las fábricas alemanas tenían un contingente de prisioneros. Los nazis también tenían planes para la deportación y la esclavización del 50% de la población masculina adulta de Gran Bretaña en caso de una invasión exitosa.

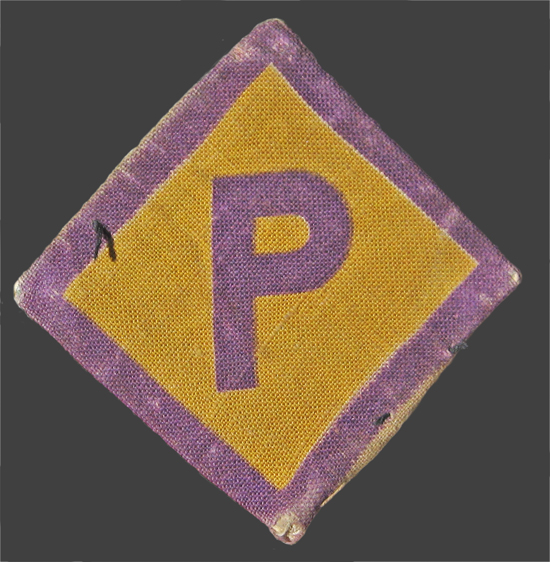
Parche de Zivilarbeiter de los trabajadores forzados polacos.

Parche de OST-Arbeiter.

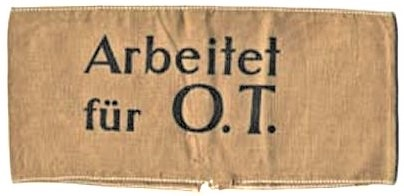
Parche de Todt-Arbeiter.

| Países                                | Cifras    | % del total | RM(Costo en reichsmarks) |
| ------------------------------------- | --------- | ----------- | ------------------------ |
| Total                                 | 6,450,000 | 100.0%      |                          |
| Europa Central y Oriental Ocupadas    | 4,208,000 | 65.2%       | mediana 15 RM            |
| Checoslovaquia                        | 348,000   | 5.4%        |                          |
| Polonia                               | 1,400,000 | 21.7%       | 33.5 RM                  |
| Yugoslavia                            | 270,000   | 4.2%        |                          |
| URSS, incluidas las zonas anexionadas | 2,165,000 | 33.6%       | 4 RM                     |
| Hungría                               | 25,000    | 0.4%        |                          |
| Grecia                                | 20,000    | 0.3%        |                          |
| Europa Occidental ocupada             | 2,155,000 | 33.4        | mediana 700 RM           |
| Francia (excepto Alsacia-Lorena)      | 1,100,000 | 17.1%       | 487 RM                   |
| Noruega                               | 2,000     | –           |                          |
| Dinamarca                             | 23,000    | 0.4%        |                          |
| Países Bajos                          | 350,000   | 5.4%        |                          |
| Bélgica                               | 500,000   | 7.8%        | 913 RM                   |
| Italia[26]                            | 180,000   | 2.8%        | 1,471 RM                 |
| Aliados alemanes y países neutrales   | 87,000    | 1.3%        |                          |
| Bulgaria                              | 35,000    | 0.5%        |                          |
| Rumania                               | 6,000     | 0.1%        |                          |
| España                                | 8,000     | 0.1%        |                          |
| Suiza                                 | 18,000    | 0.3%        |                          |

## Organización Todt
La Organización Todt fue un grupo de ingeniería civil y militar en la Alemania Nazi, toponímicamente llamado así por su fundador Fritz Todt, ingeniero y figura nazi de alto rango. La organización fue responsable de una gran variedad de proyectos de ingeniería tanto en la Alemania, previa a la Segunda Guerra Mundial como en toda Europa ocupada, desde Francia hasta Rusia. Todt se hizo famosa por usar trabajo forzado. La mayoría de los llamados trabajadores soviéticos prisioneros de guerra "voluntarios" fueron asignados a la Organización Todt. La historia de la organización se divide en tres fases principales.
1. Un periodo entre 1933 y 1938, durante el cual el predecesor de la Organización Todt, la Oficina del Inspector General de Carreteras Alemanas (Generalinspektor für das deutsche Straßenwesen), era principalmente responsable para la construcción de la red alemana de Autobahn. La organización era capaz de "reclutar" mano de obra (i.e. obligatorio) dentro Alemania a través del Servicio Laboral del Reich (Reichsarbeitsdienst, RAD).
2. El período comprendido entre 1938 y 1942 después de la Operación Barbarroja, cuando se fundó y utilizó la Organización Todt propiamente dicha en el frente oriental. El gran aumento en la demanda de mano de obra creada por los diversos proyectos militares y paramilitares se encontró con una serie de expansiones de las leyes sobre servicio obligatorio, que finalmente obligó a todos los alemanes a arbitrariamente determinado (es decir, efectivamente ilimitado) trabajo obligatorio para el estado: Zwangsarbeit. De 1938 a 1940, más de 1.75 millones de alemanes fueron reclutados en el servicio laboral. De 1940 a 1942, la Organización Todt comenzó a depender de Gastarbeitnehmer (trabajadores invitados), Militärinternierte (militares internados), Zivilarbeiter (trabajadores civiles), Ostarbeiter (trabajadores del Este) y Hilfswillige ("voluntarios") trabajadores prisioneros de guerra.
3. El período desde 1942 hasta el final de la guerra, con aproximadamente 1,4 millones de trabajadores al servicio de la Organización Todt. En general, el 1% eran alemanes que rechazaron el servicio militar y el 1,5% eran prisioneros de los campos de concentración; el resto eran prisioneros de guerra y trabajadores forzados de países ocupados. Todos fueron efectivamente tratados como esclavos y existieron en el servicio completo y arbitrario de un estado totalitario despiadado. Muchos no sobrevivieron al trabajo o la guerra.

## Exterminación mediante trabajos forzados

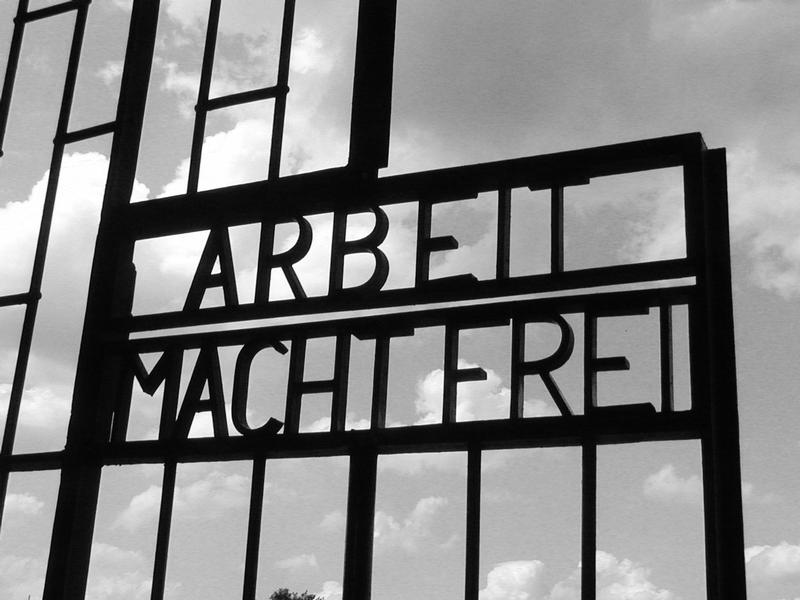
Arbeit Macht Frei ("El trabajo los hará libres") puerta en el campo de concentración de Sachsenhausen.

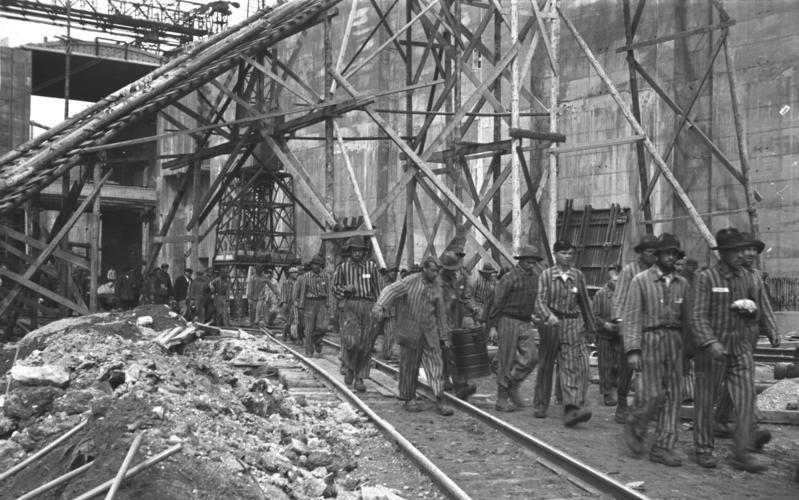
Prisioneros de un campo de concentración efectuando trabajos forzados en la construcción de un búnker para submarinos en Bremen, 1944.

Millones de judíos fueron trabajadores forzados en guetos, antes de ser enviados a campos de exterminio. Los nazis también operaban campos de concentración, algunos de los cuales proporcionaba mano de obra gratuita para trabajos industriales y de otro tipo, mientras que otros existían exclusivamente para el exterminio de sus reclusos. Para engañar a las víctimas, en las entradas a varios campamentos se colocó la mentira "el trabajo los hace libres" ("arbeit macht frei"), para alentar la falsa impresión de que la cooperación ganaría la libertad. Un ejemplo notable de campo de concentración de mano de obra es el complejo de campos de trabajo de Mittelbau-Dora que atendió la producción del cohete V2. La exterminación a través del trabajo fue un principio nazi alemán de la Segunda Guerra Mundial que regulaba los objetivos y propósitos de la mayoría de sus campos de trabajo y concentración. Las leyes exigían que los reclusos de los campos alemanes de la Segunda Guerra Mundial fueran obligados a trabajar para la industria de guerra alemana con solo herramientas básicas y raciones mínimas de alimentos hasta que se agoten por completo.

## Controversia sobre la compensación y reparaciones
Para facilitar la economía después de la guerra, ciertas categorías de las víctimas del nazismo fueron excluidas de la compensación del gobierno alemán; esos eran los grupos con menor presión política que pudieron haber ejercido, y muchos trabajadores forzosos de Europa del Este entran en esa categoría. Ha habido poca iniciativa por parte del gobierno o las empresas alemanas para compensar a los trabajadores forzados del período de guerra.
Como se indica en el Acuerdo de Londres sobre la deuda alemana en 1953:

Consideración de las reclamaciones derivadas de la Segunda Guerra Mundial por países que estuvieron en guerra o que fueron ocupados por Alemania durante esa guerra, y por nacionales de dichos países, contra el Reich y las agencias del Reich, incluidos los costos de la ocupación alemana, los créditos adquiridos durante la ocupación en cuentas de compensación y reclamaciones contra el Reichskreditkassen se aplazará hasta la solución definitiva del problema de las reparaciones.

Hasta la fecha, existen argumentos de que tal acuerdo nunca se ha llevado a cabo completamente y que el desarrollo de la posguerra en Alemania ha sido ampliamente subvencionado, mientras que el desarrollo de los países víctimas se ha estancado.
Un ejemplo destacado de un grupo que no recibió casi ninguna compensación por su tiempo como trabajador forzado en la Alemania nazi son los trabajadores forzados polacos. Según los Acuerdos de Potsdam de 1945, los polacos recibirían reparaciones no de la propia Alemania, sino de la parte de la Unión Soviética que compartirían el costo de esas reparaciones; debido a la presión soviética sobre el gobierno comunista polaco, los polacos acordaron un sistema de reembolso que de hecho significaba que pocas víctimas polacas recibían algún tipo de compensación adecuada (comparable a las víctimas en Europa occidental o la propia Unión Soviética). La Unión Soviética "dio" la mayor parte de la parte de las reparaciones a Polonia a través del marco en la Comecon, que no solo era muy ineficiente, sino que beneficiaba a la Unión Soviética mucho más que a Polonia. Bajo la presión soviética adicional (relacionada con el Acuerdo de Londres sobre deudas externas alemanas), en 1953 la República Popular de Polonia renunció a su derecho a reclamar reparaciones adicionales de los estados sucesores de la Alemania nazi. Solo después de la caída del comunismo en Polonia entre 1989 y 1990, el gobierno polaco intentó renegociar el tema de las reparaciones, pero encontró poco apoyo en esto del lado alemán y ninguno del lado soviético (luego, ruso).
El número total de trabajadores forzados bajo el régimen nazi que aún vivían en agosto de 1999 era de 2,3 millones. El Programa Alemán de Compensación de Trabajos Forzados se estableció en el año 2000; un fondo de trabajo forzoso pagó más de 4.370 millones de euros a cerca de 1.7 millones de víctimas vivas en todo el mundo (pagos únicos de entre 2.500 y 7.500 euros). La Canciller de Alemania, Angela Merkel, declaró en 2007 que "Muchos ex trabajadores forzados finalmente han recibido la ayuda humanitaria prometida"; también admitió que antes de que se estableciera el fondo nada había ido directamente a los trabajadores forzados. El presidente alemán Horst Koehler declaró:
"Esta era una iniciativa que se necesitaba con urgencia en el camino hacia la paz y la reconciliación ... Al menos, con estos pagos simbólicos, el sufrimiento de las víctimas se ha reconocido públicamente después de décadas de olvido".